# Giovanni Cantagalli
Giovanni Cantagalli Vivoli (ur. 11 stycznia 1914 w Modenie, zm. 2 września 2008 w Panamie) – włoski lekkoatleta, specjalizujący się w rzucie młotem.
Czterokrotny mistrz kraju w rzucie młotem. W 1935 uzyskał wynik 46,20 m, w 1936 rzucił 48,96 m, w 1937 wygrał z rezultatem 47,15 m, a w 1938 z wynikiem 46,33 m. Wynik z 1936 jest jego rekordem życiowym.
W 1936 wystartował na igrzyskach olimpijskich, na których zajął 15. miejsce w rzucie młotem z wynikiem 47,42 m uzyskanym w drugiej kolejce. Reprezentował klub Giglio Rosso Florencja.
Po drugiej wojnie światowej wyemigrował wraz z żoną do Panamy, gdzie pracował jako neuropsychiatra.